# Sơn dương Đài Loan
Capricornis swinhoei (tên tiếng Anh: Sơn dương Đài Loan hoặc sơn dương Formosa) là một loài động vật có vú trong họ Trâu bò, bộ Artiodactyla. Sơn dương Đài Loan là loài đặc hữu của đảo Đài Loan.

## Mô tả
Thân của sơn dương Đài Loan có chiều dài 80–114 cm (31–45 in) và trọng lượng 25–35 kg (55-77 lb). Đuôi của nó ngắn, chỉ khoảng 6,5 cm. Màu sắc của bộ lông là nâu tối với những đốm màu vàng trên cổ họng, quai hàm và gáy.
Cả hai giới đều có sừng hơi cong hình nón cong nhỏ, dài từ 10–20 cm. Sơn dương Đài Loan là loài sơn dương thuần chủng chỉ có mặt ở Đài Loan.

## Hành vi
Chúng có tính cảnh giác khá cao và không dễ dàng để tiếp cận quan sát. Tuy nhiên, người ta có thể dễ dàng tìm thấy phân họ của chúng tại vườn quốc gia Yushan. Vào lúc bình minh hoặc hoàng hôn, chúng ta có thể tìm thấy chúng ăn trong rừng với số lượng nhỏ hoặc từng cá thể đơn lẻ. Thức ăn của chúng bao gồm lá mọc sát gần mặt đất, hoặc dây leo, dương xỉ, cây bụi, hoặc các loại thảo mộc trên mặt đất. Ngoài ra, do cần hấp thụ muối khoáng nên có thể tìm thấy chúng liếm khoáng đọng lại trên vách đá.
Linh dương Đài Loan có thể nhảy cao tới 2m và chạy với tốc độ đạt 20 km/h. Trong số tất cả các loài động vật có vú tại Đài Loan, chúng là loài nhảy cao nhất. Chúng có thể được tìm thấy ở độ cao thấp khoảng 50 mét, nhưng chủ yếu là ở độ cao từ 1000 mét đến 3500 mét. môi trường sống bao gồm rừng lá kim, rừng hỗn giao lá rộng, và những sườn dốc đá, sỏi trần vách đá.
Chúng cũng hiện diện trong Công viên quốc gia Taroko. Móng của chúng chỏe về hai bên để có thể dễ dàng đi trên vách đá và sườn dốc. Chúng cũng là loài có khả năng leo cây tốt. Sơn dương Đài Loan là loài sống riêng lẻ, sử dụng nước mắt để bôi lên đá đánh dấu mốc lãnh thổ.

## Hình ảnh

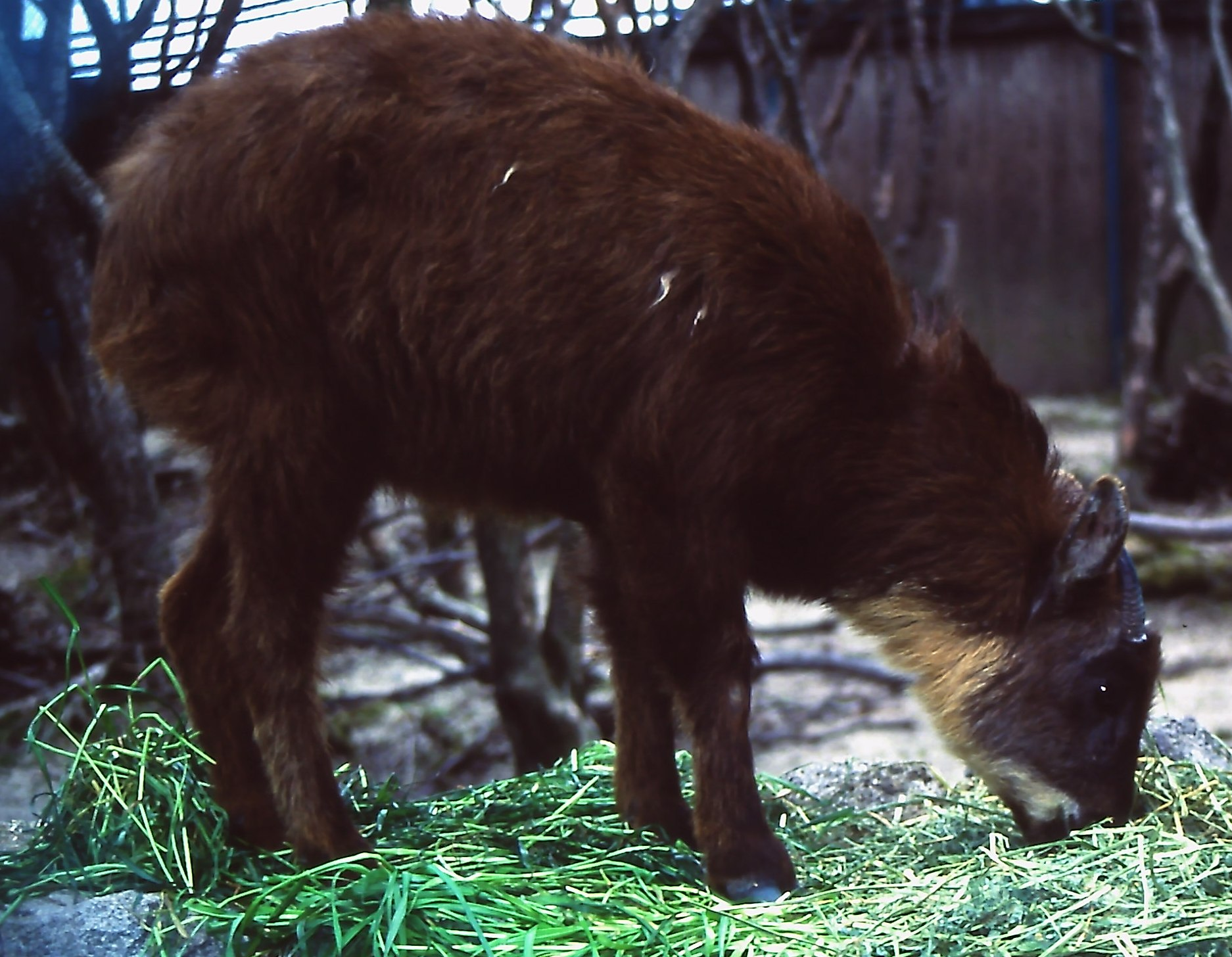
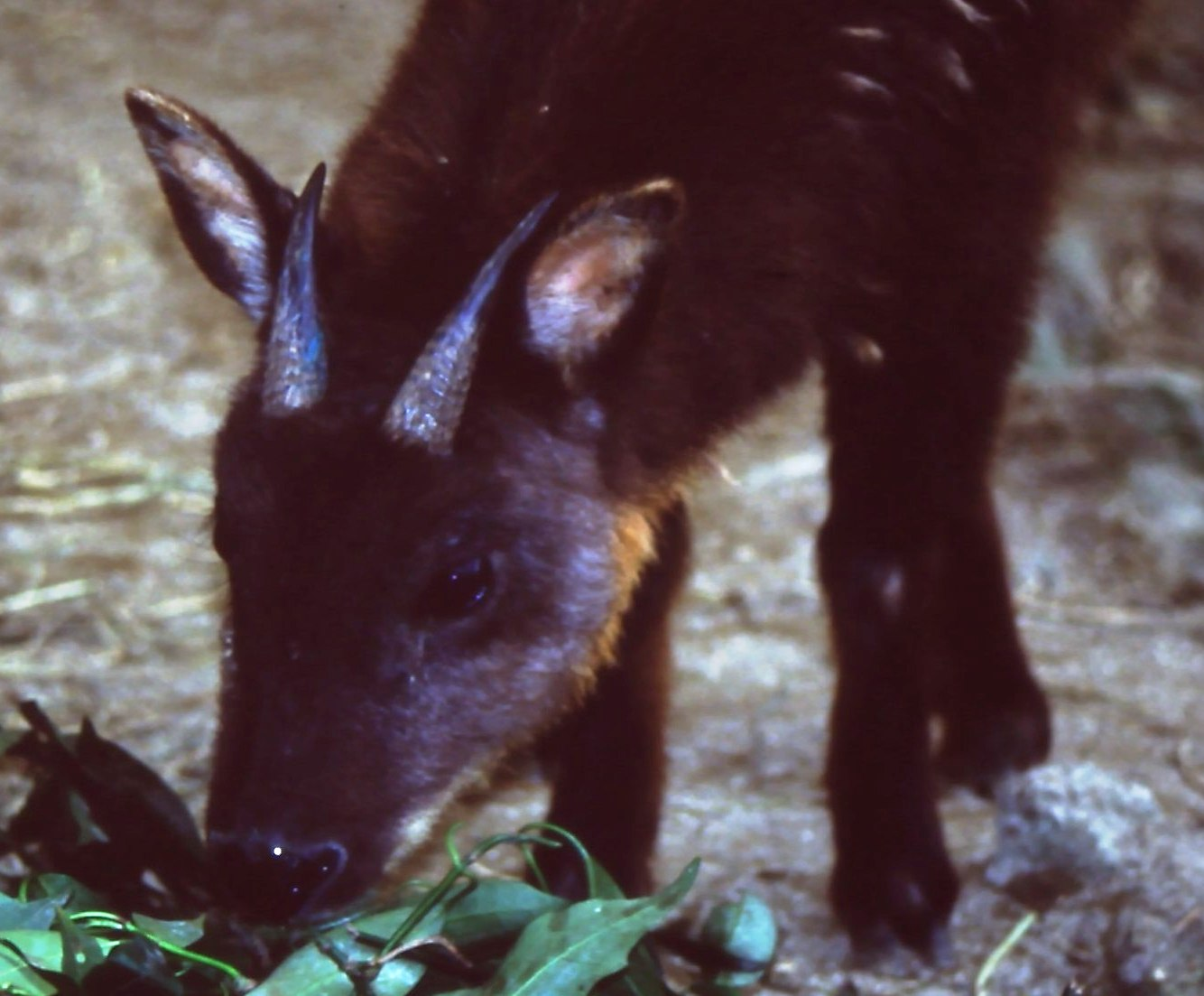
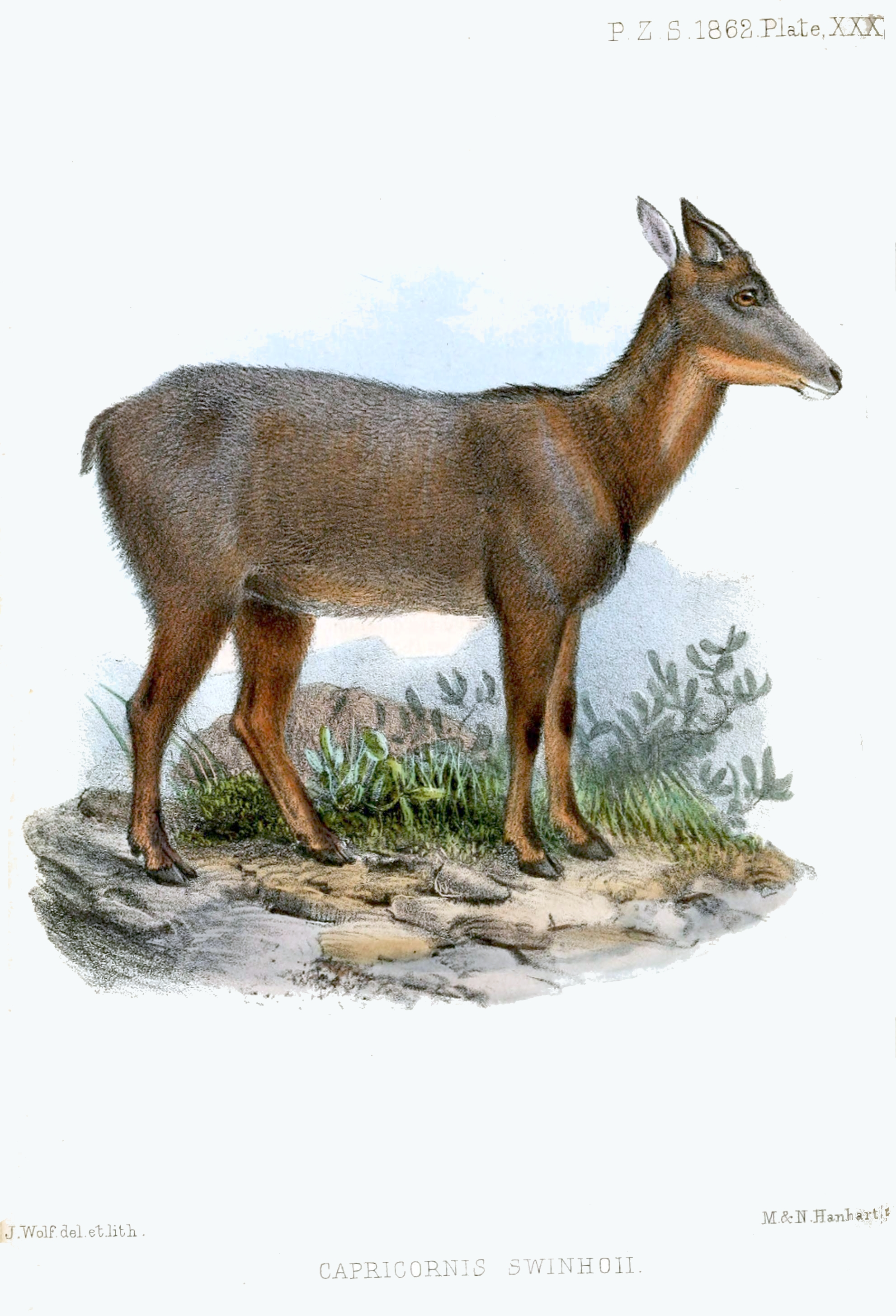